# Luis Enrique Méndez
Luis Enrique Méndez Lazo (ur. 16 listopada 1973 w Pinar del Río) – kubański zapaśnik w stylu klasycznym. Olimpijczyk z Sydney 2000, gdzie zajął 5 miejsce w kategorii 85 kg.
Pięciokrotny uczestnik Mistrzostw Świata, złoty medalista z 1999 roku. Dwukrotnie najlepszy na Igrzyskach Panamerykańskich w 1999 i 2003 roku. Siedem razy wygrywał na Mistrzostwach Panamerykańskich. Złoto na igrzyskach Ameryki Środkowej i Karaibów w 1998. Triumfator Pucharu Świata w 2005 roku.